# MPEG-2
MPEG-2 ist ein generischer MPEG-Standard zur Videokodierung mit Videokompression und Audiokodierung mit Audiokompression, beides verlustbehaftet. Generisch heißt in diesem Zusammenhang, dass ein Datenformat und ein Dekodierungsverfahren festgelegt wird, ohne Parameter wie beispielsweise die Auflösung festzulegen, welche die Qualität bestimmen.

## Einführung
MPEG-2 wurde 1994 eingeführt und ist Ergänzung zu und Nachfolger von MPEG-1. Die Patente werden von der MPEG Licensing Administration verwaltet. Zum Zeitpunkt Ende 2020 waren noch 3 Patente aktiv und 1079 bereits ausgelaufen. Da diese Patente nur noch in Malaysia aktiv sind, ist mit dem Ende der Patente in den USA und Europa MPEG-2 de facto patentfrei.
Große Verbreitung hat der Standard durch die DVD gewonnen: Diese sind in MPEG-2 (Video) kodiert. Der Audioteil der DVD kann auch als MPEG-2 Audio Layer-2 (ISO/IEC 13818-3) kodiert sein, was aber in der Praxis kaum genutzt wird; fast immer ist das Audiosignal auf DVDs in Dolby Digital (AC-3) und manchmal zusätzlich in DTS gespeichert. Auch auf SVCDs wird MPEG-2 verwendet, allerdings mit – im Vergleich zur DVD – geringerer Auflösung und niedrigerer Datenrate.
Auch die verschiedenen Varianten (DVB-S, DVB-C, DVB-T) des digitalen Fernsehens benutzen noch bevorzugt das MPEG-2-Format.

## Übersicht
Der MPEG-2-Standard besteht aus mehreren Teilen, die in ISO/IEC 13818 definiert sind:
Part 1Systeme – beschreibt die Synchronisation und das Multiplexen von Audio und Video. Enthält die Beschreibungen von Programmstrom und Transportstrom
Part 2Video – Codec. Auch unter der Bezeichnung H.262 bekannt
Part 3Audio – Codec. Eine Mehrkanalerweiterung von MPEG-1 Audio. Enthält die Beschreibungen von MP1, MP2 und MP3
Part 4Part 4 beschreibt die Testprozeduren für Konformität.
Part 5Part 5 beschreibt die Software-Simulation.
Part 6Erweiterungen für DSM-CC (Digital Storage Media Command and Control)
Part 7Advanced Audio Coding (AAC)
Part 8Der Teil 8 „10-bit-Erweiterung des Videos“ wurde verworfen.
Part 9Erweiterungen für Echtzeitanwendungen
Part 10Konformitätserweiterungen für DSM-CC
Part 11IPMP (Intellectual Property Management and Protection) auf MPEG-2-Systemen.

## MPEG-2 Video
Die wesentlichen Merkmale von MPEG-1 blieben in MPEG-2 erhalten: Abtrennung der Farbinformation vom Schwarz-Weiß-Bild und Vergröberung derselben, da auch das menschliche Auge Farbunterschiede gröber wahrnimmt als Helligkeitsunterschiede; Aufteilung des Bildes in 8 × 8 Pixel große Blöcke, deren Datenbedarf mittels Diskreter Kosinustransformation und anschließender Quantisierung stark verkleinert wird; Zusammenfassung von je vier Blöcken zu 16 × 16 Pixel großen Makroblöcken, deren Ähnlichkeit zu Makroblöcken in vorigen und/oder folgenden Bildern ebenfalls datenreduzierend genutzt wird; und Verwendung von Binärcodes mit variabler Länge, um häufigere Bitfolgen kürzer darstellen zu können als seltenere.
Auf der Videoseite zielt der MPEG-2-Standard auf höhere Qualitäten und damit verbundene Datenraten als der Vorgänger MPEG-1 – bis 15 Mbit/s beziehungsweise bei höherer Chrominanz (Farb)-Auflösung auch bis 50 Mbit/s – und unterstützt im Gegensatz zu MPEG-1 auch das Zeilensprungverfahren. MPEG-2 wurde ursprünglich für digitale Fernsehübertragungen und Studioanwendungen festgelegt. MPEG-1 wurde dabei nicht komplett abgelöst, für niedrige Datenraten ist es weiterhin eine bessere Wahl als MPEG-2.
| Abk.    | Name            | Frames  | YUV   | Streams | Kommentar                                              |
| ------- | --------------- | ------- | ----- | ------- | ------------------------------------------------------ |
| SP      | Simple Profile  | P, I    | 4:2:0 | 01      | kein Interlacing                                       |
| MP      | Main Profile    | P, I, B | 4:2:0 | 01      |                                                        |
| 422P    | 4:2:2 Profile   | P, I, B | 4:2:2 | 01      |                                                        |
| SNR     | SNR Profile     | P, I, B | 4:2:0 | 1–2     | SNR: Signal-to-Noise-Ratio                             |
| Spatial | Spatial Profile | P, I, B | 4:2:0 | 1–3     | Decodierung in niedriger, mittlerer und hoher Qualität |
| HP      | High Profile    | P, I, B | 4:2:2 | 1–3     | Decodierung in niedriger, mittlerer und hoher Qualität |

| Abk. | Name       | Pixel/ Zeile | Zeilen | Frame- rate | Bitrate (Mbit/s) |
| ---- | ---------- | ------------ | ------ | ----------- | ---------------- |
| LL   | Low Level  | 0352         | 0288   | 30 fps      | 04               |
| ML   | Main Level | 0720         | 0576   | 30 fps      | 15               |
| H-14 | High 1440  | 1440         | 1152   | 30 fps      | 60               |
| HL   | High Level | 1920         | 1080   | 30 fps      | 80               |

| Profil @ Level | Auflösung (px) | Frame- rate (max.) | Sampling | Bitrate (Mbit/s) | Beispiel-Anwendung                                                         |
| -------------- | -------------- | ------------------ | -------- | ---------------- | -------------------------------------------------------------------------- |
| SP@LL          | 0176 × 144     | 15 fps             | 4:2:0    | 000,096          | mobile Anwendungen                                                         |
| SP@ML          | 0352 × 288     | 15 fps             | 4:2:0    | 000,384          | PDAs                                                                       |
| SP@ML          | 0320 × 240     | 24 fps             | 4:2:0    | 000,384          | PDAs                                                                       |
| MP@LL          | 0352 × 288     | 30 fps             | 4:2:0    | 004              | Set-Top-Boxen (STB)                                                        |
| MP@ML          | 0720 × 480     | 30 fps             | 4:2:0    | 015 009,8 (DVD)  | SD-DVB, DVD                                                                |
| MP@ML          | 0720 × 576     | 25 fps             | 4:2:0    | 015 009,8 (DVD)  | SD-DVB, DVD                                                                |
| MP@H-14        | 1440 × 1080    | 30 fps             | 4:2:0    | 060 025 (HDV)    | HDV                                                                        |
| MP@H-14        | 1280 × 720     | 30 fps             | 4:2:0    | 060 025 (HDV)    | HDV                                                                        |
| MP@HL          | 1920 × 1080    | 30 fps             | 4:2:0    | 080              | ATSC 1080i60 und 720p60, HD-DVB (HDTV)                                     |
| MP@HL          | 1280 × 720     | 60 fps             | 4:2:0    | 080              | ATSC 1080i60 und 720p60, HD-DVB (HDTV)                                     |
| 422P@LL        |                |                    | 4:2:2    |                  |                                                                            |
| 422P@ML        | 0720 × 480     | 30 fps             | 4:2:2    | 050              | Sony IMX (I-Frame only), Broadcast Video (nur I- und P-Frames)             |
| 422P@ML        | 0720 × 576     | 25 fps             | 4:2:2    | 050              | Sony IMX (I-Frame only), Broadcast Video (nur I- und P-Frames)             |
| 422P@H-14      | 1440 × 1080    | 30 fps             | 4:2:2    | 080              |                                                                            |
| 422P@H-14      | 1280 × 720     | 60 fps             | 4:2:2    | 080              |                                                                            |
| 422P@HL        | 1920 × 1080    | 30 fps             | 4:2:2    | 300              | Aufzeichnungsprofil einiger professioneller Canon-Camcorders wie des XF100 |
| 422P@HL        | 1280 × 720     | 60 fps             | 4:2:2    | 300              | Aufzeichnungsprofil einiger professioneller Canon-Camcorders wie des XF100 |

## MPEG-2 Audio
Auf der Audioseite ist eine Erweiterung aller drei Layer zu niedrigeren Datenraten sowie auf mehr Kanäle (5.1 oder 7.1) enthalten. Es gibt zwei Varianten der Multikanalkodierung: die rückwärtskompatible, bei der MPEG-1-Dekoder den erzeugten Bitstrom sinnvoll nutzen können, und eine nicht rückwärtskompatible Variante (englisch non backward compatible, NBC). Die NBC-Variante steht im Teil 7 des MPEG-2-Standards unter dem Namen AAC (Advanced Audio Coding).

## MPEG-2 Dateiformate
Zur Verschränkung von Video und Audio definiert MPEG-2 die Videostreaming-Formate Programmstrom (PS) und Transportstrom (TS). Im Laufe der Zeit wurde MPEG-2 aber in einer Vielzahl von Dateiformaten verwendet. Nachfolgend eine Übersicht, wo MPEG-2-Dateien typischerweise anzutreffen sind:
- .mpg (kann auch MPEG-1 oder MPEG-4 sein)
- .mpeg (kann auch MPEG-1 oder MPEG-4 sein)
- .m2v (MPEG-2 Elementary Video Stream)
- .m2a (MPEG-2 Elementary Audio Stream)
- .m2s (MPEG-2 Elementary Data Stream)
- .ts (MPEG-2 Transport Stream)
- .ps (MPEG-2 Program Stream)
- .vob (DVD Video Object)
- .vro (Video Recording Object)
- .mod (MPEG-2 mit AC3-Audio z. B. bei JVC- oder Panasonic-Videokameras)
- .m2t (MPEG-2-Transport z. B. auf Sony HD-Kameras)